# Цветной кинескоп с щелевой маской

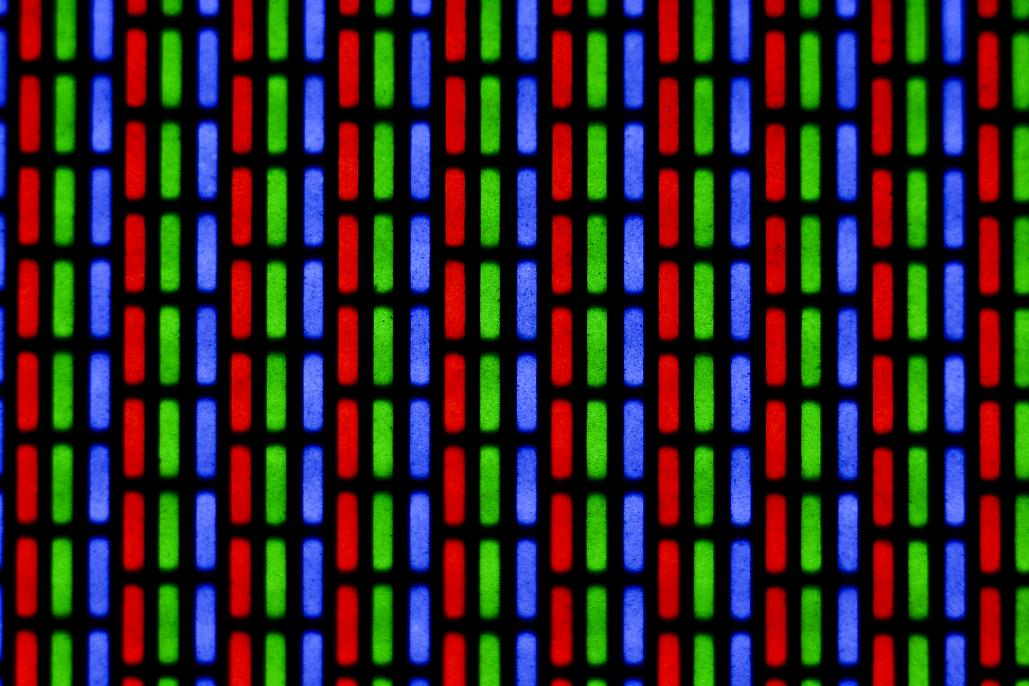
Экран кинескопа с щелевой маской

Цветной кинескоп с щелевой маской (также встречаются названия кинескоп с самосведением и кинескоп с планарным расположением пушек) — разновидность цветного кинескопа с теневой маской, в котором отверстия в решётке имеют щелевидную форму, а электронные пушки расположены в один ряд в горизонтальной плоскости. Такая технология достаточно широко применялась в цветных телевизорах, реже — в компьютерных мониторах. 
Технология применялась компанией NEC под названием «Cromaclear».

## Устройство кинескопа

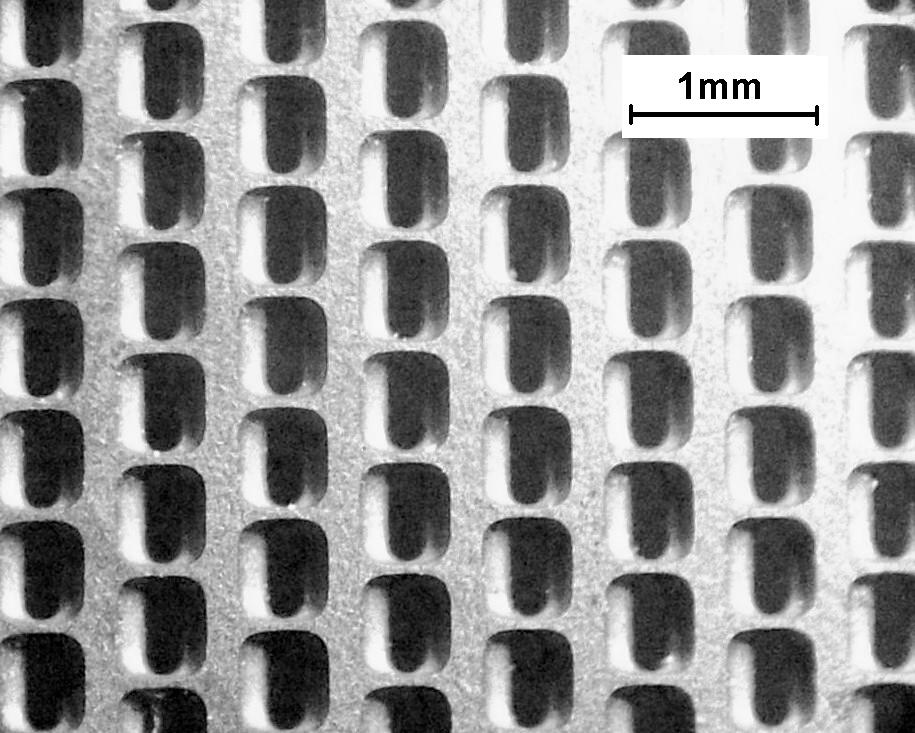
Маска кинескопа под микроскопом

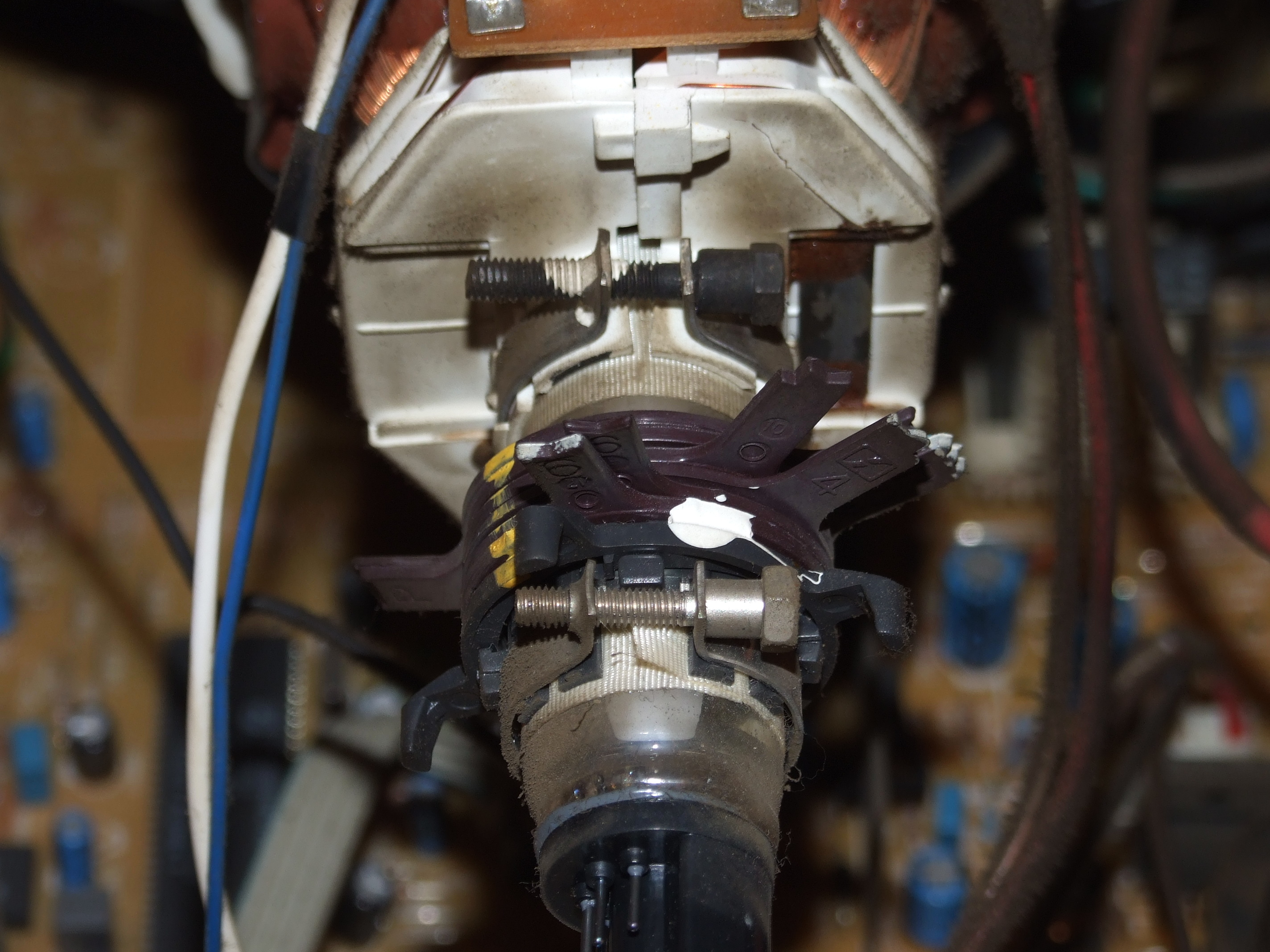
Горловина кинескопа с отклоняющей системой и магнитами регулировки сведения лучей

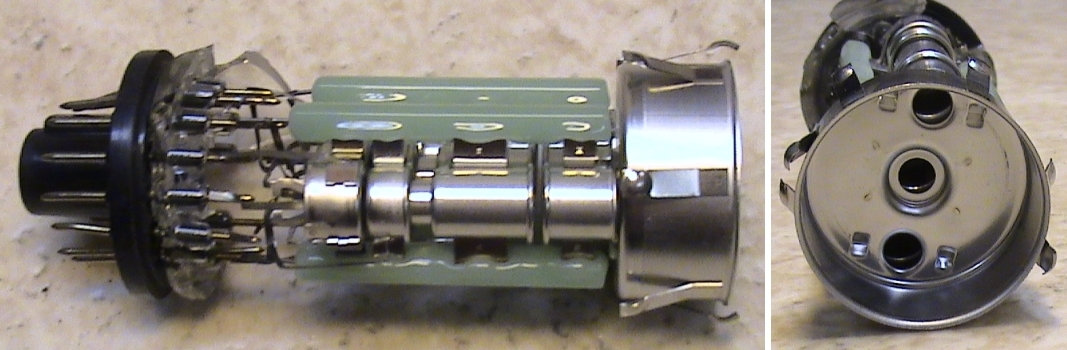
Электронные пушки цветного кинескопа, расположенные планарно

В целом, кинескоп с щелевой маской имеет схожее устройство с более ранними кинескопами с дельтавидным расположением пушек («теневая маска»), однако имеет определённые различия:
- Люминофоры трёх цветов образуют вертикальные полосы на экране, в отличие от кинескопов с обычной теневой маской, где они равномерно распределены по экрану, однако эти полосы не непрерывные;
- Отверстия в маске имеют форму прямоугольников со скруглёнными углами и располагаются в шахматном порядке для большей прочности и стабильности формы маски;
- Электронные пушки расположены горизонтально в один ряд. Такое расположение пушек также называют планарным;
- Отсутствует набор катушек динамического сведения лучей. Так как три луча располагаются в горизонтальной плоскости, функцию катушки сведения взяла на себя строчная катушка отклоняющей системы, форма которой подбирается так, чтобы отклонять лучи на такой угол, чтобы все они сходились в одной точке на экране. Кадровая катушка также рассчитана так, чтобы корректировать сведение лучей в верхней и нижней части экрана.
- Для коррекции сведения лучей в процессе эксплуатации на горловине кинескопа имеется ряд четырёх- и шестиполюсных кольцевых постоянных магнитов.

## Достоинства и недостатки
Основное достоинство данной конструкции кинескопа в том, что на него значительно меньшее влияние оказывают внешние магнитные поля. В первую очередь не требуется компенсация магнитного поля Земли, так как его влияние отклоняет лучи в основном в вертикальной плоскости, а значит не нарушает сведения и чистоты цвета. Также такая конструкция позволила исключить катушки динамического сведения и цепи, формирующие сигнал для них — однако кинескопы больших размеров всё же могут оснащаться дополнительными корректирующими катушками. Увеличились требования к точности изготовления и юстировки отклоняющих катушек. Кроме того, колба кинескопа стала толще, что повлекло за собой увеличение мощности, необходимой для работы отклоняющей системы.
Существенный недостаток у щелевой маски, несколько ограничивавший применение данной технологии в компьютерных мониторах — то, что триады образуют довольно заметный рисунок из вертикальных линий. Также увеличивается шаг маски и уменьшается предельное разрешение при той же плотности отверстий в маске. При некоторых разрешениях становится заметным муаровый узор, вызванный тем, что размер пикселя формируемого компьютером изображения не соответствует целому числу отверстий в маске, из-за чего усреднённая яркость соседних пикселей может различаться.